# Оза сир Алије
Оза сир Алије (фр. Auzat-sur-Allier) насеље је и општина у централној Француској у региону Оверња, у департману Пиј де Дом која припада префектури Исоар.
По подацима из 2004. године у општини је живело 2 035 становника, а густина насељености је износила 160,4 становника/km². Општина се простире на површини од 12,74 km². Налази се на средњој надморској висини од 400 метара (максималној n. c. m, а минималној n. c. m).

## Демографија
| 1962. | 1968. | 1975. | 1982. | 1990. | 1999. | 2011. |
| ----- | ----- | ----- | ----- | ----- | ----- | ----- |
| 3.215 | 2.910 | 2.632 | 2.468 | 2.156 | 2.044 | 2.069 |

График промене броја становника у току последњих година